# Wołodymyr Ołefir
Wołodymyr Andrijowycz Ołefir, ukr. Володимир Андрійович Олефір (ur. 26 lutego 1980 w Połtawie) – ukraiński piłkarz, grający na pozycji obrońcy.

## Kariera piłkarska

### Kariera klubowa
Wychowanek klubu Worskła Połtawa. W 1997 rozpoczął karierę piłkarską w drugiej drużynie Worskły Połtawa. W 2001 wyjechał do Mołdawii, gdzie bronił barw klubu Agro Kiszyniów. Latem 2002 powrócił do Ukrainy, gdzie został piłkarzem Spartaka Iwano-Frankowsk. Również rozegrał jeden mecz w farm klubie Łukor Kałusz. W rundzie wiosennej sezonu 2003/2004 bronił barw zespołu Spartak-Horobyna Sumy, po czym powrócił do Worskły. Następnie występował w klubach Krywbas Krzywy Róg, Illicziweć Mariupol i Naftowyk-Ukrnafta Ochtyrka. Latem 2008 jako wolny agent przeszedł do azerskiego Neftçi PFK. Jesienią 2009 rozegrał jeden mecz w składzie FK Ołeksandrija. W styczniu 2010 podpisał kontrakt z pierwszoligowym klubem Obołoń Kijów. Latem 2010 został wypożyczony do Bukowyny Czerniowce, a na początku 2011 do Zakarpattia Użhorod. W lipcu 2011 podpisał pełnoprawny kontrakt z Bukowyną Czerniowce. Podczas przerwy zimowej sezonu 2011/12 przeszedł do MFK Mikołajów. Latem 2012 przeniósł się do Zirki Kirowohrad.